# Moloja
Moloja (também, Molozh'ya e Molozha) é uma aldeia do rayon de Lankaran, no Azerbaijão. A aldeia faz parte do município de Osakücə.